# 大内地山
大内 地山（おおうち ちざん、1880年（明治13年）2月2日 - 1948年（昭和23年）2月7日）は、大正から昭和時代前期にかけて活動した水戸学者、郷土史家、『常総新聞』記者。幼名は勘五郎で、1889年（明治22年）に本名を逸朗（いちら）に改めた。

## 経歴
茨城県那珂郡前浜村前浜（現・ひたちなか市阿字ケ浦町）に、父・平三郎と母・ふくの第5子として生まれる。1894年（明治27年）に那珂郡立第二高等小学校（現・ひたちなか市立那珂湊第一小学校）の第1回卒業生となり、栗田寛の私塾・輔仁学舎（家塾輔仁学舎（かじゅくほじんがくしゃ）とも言う）に入門した。その後、1898年（明治31年）9月に上京し東京法学院に入学、1901年（明治34年）7月に卒業した。1902年（明治35年）に茨城日報社に入社、「地山」と号する。茨城日報社を3年有余勤めた後に辞し、一時大阪に赴き、『関西法律新聞』を発行したが1年足らずして廃刊し、再び水戸に帰り、新たに常総新聞社に入社し、その主筆となった。1915年（大正4年）に高梨とく子（徳子）と結婚し、翌1916年（大正5年）2月に満州に渡り、福昌公司に入社するが、1924年（大正13年）2月に福昌公司を辞し、帰国した。その理由は詳らかでないが、健康を害したことと、満州における成果が芳しくなかったからではないかと推察される。その後は茨城県の歴史や水戸学に関する著作を執筆し、1948年（昭和23年）2月7日、阿字ヶ浦にて逝去した。

## 主な著作
- 福昌公司調査部編『満蒙通覧 上編・中編・下編』1918年（大正7年）12月5日[8]
- 『水戸学要義』1935年（昭和10年）6月15日[8]
- 『弘道館記釈義』1935年（昭和10年）6月15日[8]
- 『常総古今の学と術と人』1935年（昭和10年）[8]
- 『平磯町郷土史』1936年（昭和11年）8月5日[8]
- 『武田耕雲斎詳伝 上・下』1936年（昭和11年）9月17日[8]
- 『国体の本義解釈』1937年（昭和12年）[8]
- 『水戸学早わかり』1938年（昭和13年）[8] 昭和52年9月発刊の同書（復刻版）には、「解説 大内地山の水戸学研究」（薄井己亥執筆、全32ページ）が加えられている。
- 『人間義公』1938年（昭和13年）12月24日[8]
- 『水戸学読本』1939年（昭和14年）
- 『茨城県水産誌 第1～5編』1943年（昭和18年）[8]
- 『前渡郷土誌（勝田市史料 4）』, 1978年（昭和53年） - 原稿のまま、勝田市役所所蔵であったものを出版したもの[8]
- 『手向草』 - 妻・とく子の死を哀惜して供養の手向に綴った小冊で[9]、薄井己亥による「古今の漢文学に比して、遜色なき上級のもの」との賛辞が添えられている[10]。

## 家族
- 妻: とく子（1893年（明治26年）12月28日[5] - 1940年（昭和15年）10月14日[6]） - 東京生まれで、長唄の師匠であった母と共に水戸に移住し、大工町の芸妓となって舞踊の名取を務め、その世界ではそうそうたるものであった[11]。

兄
小池吉兵衛。干し芋の神様として知られる。阿字ヶ浦の堀出神社に銅像がある。子供時に自分の不注意で弟、大内地山に怪我をさせてしまったことを一生悔やんでいた。